# Націонал-більшовицька партія України
Націонал-більшовицька партія України, також НБП-Україна (укр. Национал-большевистская партия Украины) — незареєстроване суспільно-політична організація України, філія Націонал-більшовицької партії Едуарда Лимонова. Організація керувалась ідеологійними установами Ернста Нікіша та Миколи Устрялова.

## Ідеологія та діяльність
Націонал-більшовики України виступають за руйнування капіталістичного ладу, встановлення соціалізму, статус державної і політичної свободи російської мови. Основна соціальна база - російськомовне населення сходу України, сайти підтримки - Київ, Харків, Донбас. Деякий час у Львові були філії (2003-2004)
Напрям боротьби НБП в Україні можна охарактеризувати як проекцію ідей Махна та «Гулайпольської республіки» на сучасну українську державу. Періодично відбуваються сутички між націонал-соціалістичними активістами та іншими політичними організаціями: «Євразійський союз молоді», українськими націоналістами (УНА-УНСО, «Патріот України») та іншими, також відбулися сутички з поліцією, арешти, суди. У зв'язку з політичною еміграцією ряду російських національних цаців в Україну здійснюється правозахисна діяльність.

## Також дивитись
- Інша Росія
- Націонал-більшовизм